# Ditshwanelo
Ditshwanelo (del setsuana, "Derechos"), también conocida como el Centro de Derechos Humanos de Botsuana, es una organización de derechos humanos fundada en 1993 en Botsuana. Su objetivo es mejorar los derechos humanos a través de la educación y la gestión pública. El grupo ha hecho campaña contra la pena de muerte y a favor de los derechos LGBT. Ha recibido premios de la Commission nationale consultative des droits de l'homme y Comisión Internacional Gay y Lesbiana de Derechos Humanos por su apoyo a la comunidad.

## Actividades

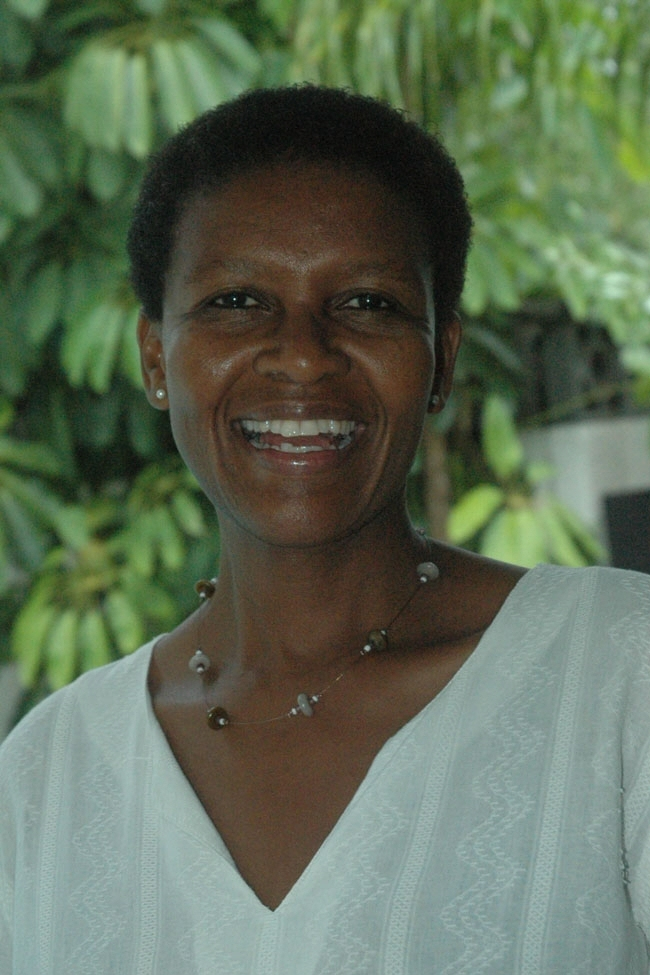
Alice Mogwe en 2010

Ditshwanelo fue fundado por Alice Mogwe en 1993 como el Centro de Derechos Humanos de Botsuana. El grupo ha hecho campaña sobre diferentes cuestiones de derechos humanos y se centra en temas de educación y gestión pública. Además, ofrece asesoramiento gratuito en asuntos judiciales civiles, apoya a los bosquimanos del norte de Botsuana y organiza un festival anual de cine sobre derechos humanos en Gaborone. También ha hecho campaña contra la xenofobia, por ejemplo organizando un taller de un día en 2001 titulado "Racismo, discriminación racial, xenofobia y otras intolerancias conexas en Botsuana".
Ditshwanelo ha pedido durante mucho tiempo la derogación de la pena de muerte, argumentando que la Constitución de Botsuana debe respetar la dignidad humana de todos los botsuanos, incluidos los delincuentes, y presentando un informe a la FIDH, la Federación Internacional por los Derechos Humanos, en 1998.Al año siguiente, evitó un error judicial al suspender la ejecución de dos hombres bosquimanos, Gwara Brown Motswetla y Tlhabologang Phetolo Maauwe. Habían sido condenados de forma polémica por asesinato en 1995 y finalmente fueron liberados por el Tribunal de Apelaciones en 2006, once años después. El grupo recordó al Gobierno de Botsuana en 2018 que 42 países africanos ya habían detenido las ejecuciones y que Botsuana era el único país de la Comunidad de Desarrollo de África Meridional que las seguía llevando a cabo. Mmika Michael Mpe fue ejecutado en 2020 por su participación en el robo y asesinato de Reinette Vorster en 2014. En respuesta, Ditshwanelo comentó: "Reiteramos una vez más que la pérdida de vidas siempre es algo profundamente lamentable. Instamos además a nuestro gobierno a explorar seriamente otras formas de castigo por delitos capitales".
Ditshwanelo también se ha centrado en los derechos LGBT en Botsuana. Hizo campaña por la legalización de la homosexualidad en 1995 y organizó una mesa redonda en 1998. En 2003, se opuso sin éxito a los planes de criminalización de las prácticas sexuales lésbicas. LEGABIBO (Lesbianas, Gays y Bisexuales de Botsuana) se formó como una red apoyada por Ditshwanelo y utiliza las oficinas de Ditshwanelo. El arzobispo emérito de África Central Walter Khotso Makhulu es mecenas de Ditshwanelo. Cuando los críticos preguntaron por qué un grupo que promovía los derechos LGBT recibía el apoyo de la iglesia, Makhulu afirmó: "Sí, la Biblia dice que se opone [a la homosexualidad]. Pero fue escrita en su época y en su propio tiempo".

## Premios
La Comisión Internacional Gay y Lesbiana de Derechos Humanos entregó su Premio Felipa de Souza a Ditshwanelo en 2000, reconociendo su defensa del deseo entre personas del mismo sexo. La Commission nationale consultative des droits de l'homme otorgó a Ditshwanelo y a la entonces presidenta Alice Mogwe un Premio por los Derechos Humanos en 2012, celebrando su trabajo en la defensa de un desarrollo centrado en las personas de la Reserva de caza del Kalahari Central.